# Liste der Staatsoberhäupter 2005
Übersicht
◄◄ | ◄ | 2001 | 2002 | 2003 | 2004 | Liste der Staatsoberhäupter 2005 | 2006 | 2007 | 2008 | 2009 | ► | ►►

Weitere Ereignisse

## Afrika
- Ägypten
  - Staatsoberhaupt: Präsident Husni Mubarak (1981–2011) (1981–1982 Ministerpräsident)
  - Regierungschef: Ministerpräsident Ahmad Nazif (2004–2011)
- Algerien
  - Staatsoberhaupt: Präsident Abd al-Aziz Bouteflika (1999–2019)
  - Regierungschef: Ministerpräsident Ahmed Ouyahia (1995–1998, 2003–2006, 2008–2012, 2017–2019)
- Angola
  - Staatsoberhaupt: Präsident José Eduardo dos Santos (1979–2017)
  - Regierungschef: Ministerpräsident Fernando da Piedade Dias dos Santos (2002–2008)
- Äquatorialguinea
  - Staatsoberhaupt: Präsident Teodoro Obiang Nguema Mbasogo (seit 1979) (bis 1982 Vorsitzender des Obersten Militärrats)
  - Regierungschef: Ministerpräsident Miguel Abia Biteo Boricó (2004–2006)
- Äthiopien
  - Staatsoberhaupt: Präsident Girma Wolde-Giorgis (2001–2013)
  - Regierungschef: Ministerpräsident Meles Zenawi (1995–2012) (1991–1995 Präsident)
- Benin
  - Staats- und Regierungschef: Präsident Mathieu Kérékou (1972–1991, 1996–2006)
- Botswana
  - Staats- und Regierungschef: Präsident Festus Mogae (1998–2008)
- Burkina Faso
  - Staatsoberhaupt: Präsident Blaise Compaoré (1987–2014)
  - Regierungschef: Ministerpräsident Paramanga Ernest Yonli (2000–2007)
- Burundi
  - Staats- und Regierungschef:
    - Präsident Domitien Ndayizeye (2003–26. August 2005)
    - Präsident Pierre Nkurunziza (August 2005–2020)
- Dschibuti
  - Staatsoberhaupt: Präsident Ismail Omar Guelleh (seit 1999)
  - Regierungschef: Ministerpräsident Dileita Mohamed Dileita (2001–2013)
- Elfenbeinküste
  - Staatsoberhaupt: Präsident Laurent Gbagbo (2000–2011)
  - Regierungschef:
    - Ministerpräsident Seydou Diarra (2000, 2003–7. Dezember 2005)
    - Ministerpräsident Charles Konan Banny (7. Dezember 2005–2007)
- Eritrea
  - Staats- und Regierungschef: Präsident Isayas Afewerki (seit 1993)
- Gabun
  - Staatsoberhaupt: Präsident Omar Bongo Ondimba (1967–2009)
  - Regierungschef: Ministerpräsident Jean-François Ntoutoume Emane (1999–2006)
- Gambia
  - Staats- und Regierungschef: Präsident Yahya Jammeh (1994–2017) (bis 1996 Vorsitzender des Provisorischen Regierungsrats der Armee)
- Ghana
  - Staats- und Regierungschef: Präsident John Agyekum Kufuor (2001–2009)
- Guinea
  - Staatsoberhaupt: Präsident Lansana Conté (1984–2008)
  - Regierungschef: Premierminister Cellou Dalein Diallo (2004–2006)
- Guinea-Bissau
  - Staatsoberhaupt:
    - Präsident Henrique Pereira Rosa (2003–1. Oktober 2005) (kommissarisch)
    - Präsident João Bernardo Vieira (1980–1984, 1984–1999, 1. Oktober 2005–2009) (1978–1980 Ministerpräsident)

  - Regierungschef:
    - Premierminister Carlos Gomes Júnior (2004–2. November 2005, 2009–2012)
    - Ministerpräsident Aristides Gomes (2. November 2005–2007, 2018–2019, 2019–2020)
- Kamerun
  - Staatsoberhaupt: Präsident Paul Biya (seit 1982)
  - Regierungschef: Ministerpräsident Ephraïm Inoni (2004–2009)
- Kap Verde
  - Staatsoberhaupt: Präsident Pedro Pires (2001–2011) (1975–1991 Premierminister)
  - Regierungschef: Premierminister José Maria Neves (2001–2016) (seit 2021 Präsident)
- Kenia
  - Staats- und Regierungschef: Präsident Mwai Kibaki (2002–2013)
- Komoren
  - Staats- und Regierungschef: Präsident Azali Assoumani (1991–2002, 2002–2006)
- Demokratische Republik Kongo (bis 1964 Kongo-Léopoldville, 1964–1971 Demokratische Republik Kongo, 1971–1997 Zaïre)
  - Staats- und Regierungschef: Präsident Joseph Kabila (2001–2019)
- Republik Kongo (1960–1970 Kongo-Brazzaville; 1970–1992 Volksrepublik Kongo)
  - Staatsoberhaupt: Präsident Denis Sassou-Nguesso (1979–1992, seit 1997)
  - Regierungschef: Ministerpräsident Isidore Mvouba (7. Januar 2005–2009) (Amt neu geschaffen)
- Lesotho
  - Staatsoberhaupt: König Letsie III. (1990–1995, seit 1996)
  - Regierungschef: Ministerpräsident Bethuel Pakalitha Mosisili (1998–2012, 2015–2017)
- Liberia
  - Staats- und Regierungschef: Vorsitzender der nationalen Übergangsregierung Gyude Bryant (2003–2006)
- Libyen
  - Revolutionsführer: Muammar al-Gaddafi (1969–2011) (1969–1979 Generalsekretär des Allgemeinen Volkskongresses)
  - Staatsoberhaupt: Generalsekretär des Allgemeinen Volkskongresses Zantani Muhammad az-Zantani (1992–2008)
  - Regierungschef: Generalsekretär des Allgemeinen Volkskomitees Schukri Ghanim (2003–2006)
- Madagaskar
  - Staatsoberhaupt: Präsident Marc Ravalomanana (2002–2009)
  - Regierungschef: Premierminister Jacques Sylla (2002–2007)
- Malawi
  - Staats- und Regierungschef: Präsident Bingu wa Mutharika (2004–2012)
- Mali
  - Staatsoberhaupt: Präsident Amadou Toumani Touré (1991–1992, 2002–2012)
  - Regierungschef: Ministerpräsident Ousmane Issoufi Maïga (2004–2007)
- Marokko
  - Staatsoberhaupt: König Mohammed VI. (seit 1999)
  - Regierungschef: Ministerpräsident Driss Jettou (2002–2007)
- Mauretanien
  - Staatsoberhaupt:
    - Präsident Maaouya Ould Sid’Ahmed Taya (1984–3. August 2005) (1981–1984, 1984–1992 Ministerpräsident)
    - Vorsitzender des Militärrats für Gerechtigkeit und Demokratie Ely Ould Mohamed Vall (3. August 2005–2007)

  - Regierungschef:
    - Ministerpräsident Sghaïr Ould M'Bareck (1996–1997, 2003–7. August 2005)
    - Ministerpräsident Sidi Mohamed Ould Boubacar (1992–1996, 7. August 2005–2007)
- Mauritius
  - Staatsoberhaupt: Präsident Anerood Jugnauth (2003–2012) (1982–1985, 2000–2003, 2014–2017 Premierminister)
  - Regierungschef:
    - Premierminister Paul Bérenger (2003–5. Juli 2005)
    - Premierminister Navin Ramgoolam (1995–2000, 5. Juli 2005–2014, seit 2024)
- Mosambik
  - Staatsoberhaupt:
    - Präsident Joaquim Alberto Chissano (1986–2. Februar 2005)
    - Präsident Armando Guebuza (2. Februar 2005–2015)

  - Regierungschef: Premierministerin Luísa Diogo (2004–2010)
- Namibia
  - Staatsoberhaupt:
    - Präsident Sam Nujoma (1990–21. März 2005)
    - Präsident Hifikepunye Pohamba (21. März 2005–2015)

  - Regierungschef:
    - Premierminister Theo-Ben Gurirab (2002–21. März 2005)
    - Premierminister Nahas Angula (21. März 2005–2012)
- Niger
  - Staatsoberhaupt: Präsident Mamadou Tandja (1999–2010)
  - Regierungschef: Ministerpräsident Hama Amadou (1995–1996, 2000–2007)
- Nigeria
  - Staats- und Regierungschef: Präsident Olusegun Obasanjo (1976–1979, 1999–2007)
- Ruanda
  - Staatsoberhaupt: Präsident Paul Kagame (seit 2000)
  - Regierungschef: Ministerpräsident Bernard Makuza (2000–2011)
- Sambia
  - Staats- und Regierungschef: Präsident Levy Mwanawasa (2002–2008)
- São Tomé und Príncipe
  - Staatsoberhaupt: Präsident Fradique de Menezes (2001–2003, 2003–2011)
  - Regierungschef:
    - Premierminister Damião Vaz d’Almeida (2004–8. Juni 2005)
    - Premierministerin Maria do Carmo Silveira (8. Juni 2005–2006)
- Senegal
  - Staatsoberhaupt: Präsident Abdoulaye Wade (2000–2012)
  - Regierungschef: Premierminister Macky Sall (2004–2007) (2012–2024 Präsident)
- Seychellen
  - Staats- und Regierungschef: Präsident James Alix Michel (2004–2016)
- Sierra Leone
  - Staats- und Regierungschef: Präsident Ahmad Tejan Kabbah (1996–1997, 1998–2007)
- Simbabwe
  - Staats- und Regierungschef: Präsident Robert Mugabe (1987–2017) (1980–1987 Ministerpräsident)
- Somalia
  - Staatsoberhaupt: Präsident Abdullahi Yusuf Ahmed (2004–2008)
  - Regierungschef: Ministerpräsident Ali Mohammed Ghedi (2004–2007)
    - Somaliland (international nicht anerkannt)
      - Staats- und Regierungschef: Präsident Dahir Riyale Kahin (2002–2010)
- Südafrika
  - Staats- und Regierungschef: Präsident Thabo Mbeki (1999–2008)
- Sudan
  - Staats- und Regierungschef: Präsident Umar al-Baschir (1989–2019)
- Swasiland
  - Staatsoberhaupt: König Mswati III. (seit 1986)
  - Regierungschef: Ministerpräsident Absalom Themba Dlamini (2003–2008)
- Tansania
  - Staatsoberhaupt:
    - Präsident Benjamin Mkapa (1995–21. Dezember 2005)
    - Präsident Jakaya Kikwete (21. Dezember 2005–2015)

  - Regierungschef:
    - Ministerpräsident Frederick Sumaye (1995–30. Dezember 2005)
    - Ministerpräsident Edward Lowassa (30. Dezember 2005–2008)
- Togo
  - Staatsoberhaupt:
    - Präsident Gnassingbé Eyadéma (1967–5. Februar 2005)
    - Präsident Faure Gnassingbé (5. Februar 2005–25. Februar 2005, 2005–2025) (seit 2025 Premierminister)
    - Präsident Abass Bonfoh (25. Februar–4. Mai 2005) (kommissarisch)
    - Präsident Faure Gnassingbé (2005, 4. Mai 2005–2025) (seit 2025 Premierminister)

  - Regierungschef:
    - Premierminister Koffi Sama (2002–9. Juni 2005)
    - Premierminister Edem Kodjo (1994–1996, 9. Juni 2005–2006)
- Tschad
  - Staatsoberhaupt: Präsident Idriss Déby (1990–2021)
  - Regierungschef:
    - Ministerpräsident Moussa Faki (2003–3. Februar 2005)
    - Ministerpräsident Pascal Yoadimnadji (3. Februar 2005–2007)
- Tunesien
  - Staatsoberhaupt: Präsident Zine el-Abidine Ben Ali (1987–2011) (1987 Ministerpräsident)
  - Regierungschef: Ministerpräsident Mohamed Ghannouchi (1999–2011)
- Uganda
  - Staatsoberhaupt: Präsident Yoweri Museveni (seit 1986)
  - Regierungschef: Ministerpräsident Apolo Nsibambi (1999–2011)
- Westsahara (umstritten)
  - Staatsoberhaupt: Präsident Mohamed Abdelaziz (1976–2016) (im Exil)
  - Regierungschef: Ministerpräsident Abdelkader Taleb Oumar (2003–2018) (im Exil)
- Zentralafrikanische Republik
  - Staatsoberhaupt: Präsident François Bozizé (2003–2013)
  - Regierungschef:
    - Ministerpräsident Célestin Gaombalet (2003–13. Juni 2005)
    - Ministerpräsident Élie Doté (13. Juni 2005–2008)

## Amerika

### Nordamerika
- Kanada
  - Staatsoberhaupt: Königin Elisabeth II. (1952–2022)
    - Generalgouverneurin:
      - Adrienne Clarkson (1999–27. September 2005)
      - Michaëlle Jean (27. September 2005–2010)

  - Regierungschef: Premierminister Paul Martin (2003–2006)
- Mexiko
  - Staats- und Regierungschef: Präsident Vicente Fox (2000–2006)
- Vereinigte Staaten von Amerika
  - Staats- und Regierungschef: Präsident George W. Bush (2001–2009)

### Mittelamerika
- Antigua und Barbuda
  - Staatsoberhaupt: Königin Elisabeth II. (1981–2022)
    - Generalgouverneur: James Carlisle (1993–2007)

  - Regierungschef: Premierminister Baldwin Spencer (2004–2014)
- Bahamas
  - Staatsoberhaupt: Königin Elisabeth II. (1973–2022)
    - Generalgouverneur/-in:
      - Ivy Dumont (2001–1. Dezember 2005)
      - Paul Adderley (1. Dezember 2005–2006)

  - Regierungschef: Premierminister Perry Christie (2002–2007, 2012–2017)
- Barbados
  - Staatsoberhaupt: Königin Elisabeth II. (1966–2021)
    - Generalgouverneur: Clifford Husbands (1996–2011)

  - Regierungschef: Premierminister Owen Arthur (1994–2008)
- Belize
  - Staatsoberhaupt: Königin Elisabeth II. (1981–2022)
    - Generalgouverneur: Colville Young (1993–2021)

  - Regierungschef: Premierminister Said Musa (1998–2008)
- Costa Rica
  - Staats- und Regierungschef: Präsident Abel Pacheco (2002–2006)
- Dominica
  - Staatsoberhaupt: Präsident Nicholas Liverpool (2003–2012)
  - Regierungschef: Premierminister Roosevelt Skerrit (seit 2004)
- Dominikanische Republik
  - Staats- und Regierungschef: Präsident Leonel Fernández (1996–2000, 2004–2012)
- El Salvador
  - Staats- und Regierungschef: Präsident Antonio Saca (2004–2009)
- Grenada
  - Staatsoberhaupt: Königin Elisabeth II. (1974–2022)
    - Generalgouverneur: Daniel Williams (1996–2008)

  - Regierungschef: Premierminister Keith Mitchell (1995–2008, 2013–2022)
- Guatemala
  - Staats- und Regierungschef: Präsident Óscar Berger Perdomo (2004–2008)
- Haiti
  - Staatsoberhaupt: Präsident Boniface Alexandre (2004–2006)
  - Regierungschef: Ministerpräsident Gérard Latortue (2004–2006)
- Honduras
  - Staats- und Regierungschef: Präsident Ricardo Maduro (2002–2006)
- Jamaika
  - Staatsoberhaupt: Königin Elisabeth II. (1962–2022)
    - Generalgouverneur: Howard Cooke (1991–2006)

  - Regierungschef: Ministerpräsident Percival J. Patterson (1992–2006)
- Kuba
  - Staatsoberhaupt und Regierungschef: Präsident des Staatsrats und des Ministerrats Fidel Castro (1976–2008) (1959–1976 Ministerpräsident)
- Nicaragua
  - Staats- und Regierungschef: Präsident Enrique Bolaños (2002–2007)
- Panama
  - Staats- und Regierungschef: Präsident Martín Torrijos (2004–2009)
- St. Kitts und Nevis
  - Staatsoberhaupt: Königin Elisabeth II. (1983–2022)
    - Generalgouverneur: Cuthbert Sebastian (1996–2013)

  - Regierungschef: Ministerpräsident Denzil Douglas (1995–2015)
- St. Lucia
  - Staatsoberhaupt: Königin Elisabeth II. (1979–2022)
    - Generalgouverneurin: Dame Pearlette Louisy (1997–2017)

  - Regierungschef: Ministerpräsident Kenneth Anthony (1997–2006, 2011–2016)
- St. Vincent und die Grenadinen
  - Staatsoberhaupt: Königin Elisabeth II. (1979–2022)
    - Generalgouverneur: Frederick Ballantyne (2002–2019)

  - Regierungschef: Ministerpräsident Ralph Gonsalves (seit 2001)
- Trinidad und Tobago
  - Staatsoberhaupt: Präsident George Maxwell Richards (2003–2013)
  - Regierungschef: Ministerpräsident Patrick Manning (1991–1995, 2001–2010)

### Südamerika
- Argentinien
  - Staats- und Regierungschef: Präsident Néstor Kirchner (2003–2007)
- Bolivien
  - Staats- und Regierungschef:
    - Präsident Carlos Mesa (2003–9. Juni 2005)
    - Präsident Eduardo Rodríguez (9. Juni 2005–2006)
- Brasilien
  - Staats- und Regierungschef: Präsident Luiz Inácio Lula da Silva (2003–2011, seit 2023)
- Chile
  - Staats- und Regierungschef: Präsident Ricardo Lagos Escobar (2000–2006)
- Ecuador
  - Staats- und Regierungschef:
    - Präsident Lucio Gutiérrez (2000, 2003–20. April 2005)
    - Präsident Alfredo Palacio (20. April 2005–2007)
- Guyana
  - Staatsoberhaupt: Präsident Bharrat Jagdeo (1999–2011) (1999 Ministerpräsident)
  - Regierungschef: Ministerpräsident Sam Hinds (1992–1997, 1997–1999, 1999–2015) (1997 Präsident)
- Kolumbien
  - Staats- und Regierungschef: Präsident Álvaro Uribe Vélez (2002–2010)
- Paraguay
  - Staats- und Regierungschef: Präsident Nicanor Duarte Frutos (2003–2008)
- Peru
  - Staatsoberhaupt: Präsident Alejandro Toledo (2001–2006)
  - Regierungschef:
    - Vorsitzender des Ministerrats Carlos Ferrero Costa (2003–16. August 2005)
    - Vorsitzender des Ministerrats Pedro Pablo Kuczynski (16. August 2005–2006)
- Suriname
  - Staats- und Regierungschef: Präsident Ronald Venetiaan (1991–1996, 2000–2010)
  - Regierungschef:
    - Vizepräsident Jules Ratankumar Ajodhia (1991–1996, 2000–12. August 2005)
    - Vizepräsident Ramdien Sardjoe (12. August 2005–2010)
- Uruguay
  - Staats- und Regierungschef:
    - Präsident Jorge Batlle Ibáñez (2000–1. März 2005)
    - Präsident Tabaré Vázquez (1. März 2005–2010, 2015–2020)
- Venezuela
  - Staats- und Regierungschef: Präsident Hugo Chávez (1999–2002, 2002–2013)

## Asien

### Ost-, Süd- und Südostasien
- Bangladesch
  - Staatsoberhaupt: Präsident Iajuddin Ahmed (2002–2009) (2006–2007 Premierminister)
  - Regierungschef: Premierministerin Khaleda Zia (1991–1996, 2001–2006)
- Bhutan
  - Staatsoberhaupt: König Jigme Singye Wangchuck (1972–2006)
  - Regierungschef:
    - Ministerpräsident Yeshey Zimba (2000–2001, 2004–5. September 2005)
    - Ministerpräsident Sangay Ngedup (1999–2000, 5. September 2005–2006)
- Brunei
  - Staats- und Regierungschef: Sultan Hassanal Bolkiah (seit 1967)
- Republik China (Taiwan)
  - Staatsoberhaupt: Präsident Chen Shui-bian (2000–2008)
  - Regierungschef:
    - Ministerpräsident You Si-kun (2002–1. Februar 2005)
    - Ministerpräsident Frank Hsieh (1. Februar 2005–2006)
- Volksrepublik China
  - Staatsoberhaupt: Präsident Hu Jintao (2003–2013)
  - Regierungschef: Staatsratsvorsitzender Wen Jiabao (2003–2013)
- Indien
  - Staatsoberhaupt: Präsident A. P. J. Abdul Kalam (2002–2007)
  - Regierungschef: Premierminister Manmohan Singh (2004–2014)
- Indonesien
  - Staatsoberhaupt und Regierungschef: Präsident Susilo Bambang Yudhoyono (2004–2014)
- Japan
  - Staatsoberhaupt: Kaiser Akihito (1989–2019)
  - Regierungschef: Premierminister Jun’ichirō Koizumi (2001–2006)
- Kambodscha
  - Staatsoberhaupt: König Norodom Sihamoni (seit 2004)
  - Regierungschef: Premierminister Hun Sen (1985–2023)
- Nordkorea
  - Vorsitzender der Nationalen Verteidigungskommission: Kim Jong-il (1994–2011)
  - Vorsitzender des Präsidiums der Obersten Volksversammlung: Kim Yong-nam (1998–2019)
  - Regierungschef: Ministerpräsident Pak Pong-ju (2003–2007, 2013–2019)
- Südkorea
  - Staatsoberhaupt: Präsident Roh Moo-hyun (2003–2008)
  - Regierungschef: Ministerpräsident Lee Hae-chan (2004–2006)
- Laos
  - Staatsoberhaupt: Präsident Khamtay Siphandone (1998–2006)
  - Regierungschef: Ministerpräsident Boungnang Vorachith (2001–2006)
- Malaysia
  - Staatsoberhaupt: Oberster Herrscher Syed Sirajuddin (2001–2006)
  - Regierungschef: Premierminister Abdullah Ahmad Badawi (2003–2009)
- Malediven
  - Staats- und Regierungschef: Präsident Maumoon Abdul Gayoom (1978–2008)
- Myanmar
  - Staatsoberhaupt: Vorsitzender des Staatsrats für Frieden und Entwicklung Than Shwe (1992–2011) (1992–2003 Ministerpräsident)
  - Regierungschef: Ministerpräsident Soe Win (2004–2007)
- Nepal
  - Staatsoberhaupt: König Gyanendra (1950–1951, 2001–2008)
  - Regierungschef:
    - Premierminister Sher Bahadur Deuba (1995–1997, 2001–2002, 2004–1. Februar 2005, 2017–2018, 2021–2022)
    - vakant (1. Februar 2005–2006)
- Osttimor
  - Staatsoberhaupt: Präsident Xanana Gusmão (2002–2007) (2007–2015, seit 2023 Premierminister)
  - Regierungschef: Ministerpräsident Marí Bin Amude Alkatiri (2002–2006 2017–2018)
- Pakistan
  - Staatsoberhaupt: Präsident Pervez Musharraf (2001–2008) (1999–2002 Regierungschef)
  - Regierungschef: Ministerpräsident Shaukat Aziz (2004–2007)
- Philippinen
  - Staats- und Regierungschef: Präsidentin Gloria Macapagal-Arroyo (2001–2010)
- Singapur
  - Staatsoberhaupt: Präsident Sellapan Ramanathan (1999–2011)
  - Regierungschef: Premierminister Lee Hsien Loong (2004–2024)
- Sri Lanka
  - Staatsoberhaupt:
    - Präsidentin Chandrika Kumaratunga (1994–19. November 2005) (1994 Premierministerin)
    - Präsident Mahinda Rajapaksa (19. November 2005–2015) (2004–2005, 2018, 2019–2022 Premierminister)

  - Regierungschef:
    - Premierminister Mahinda Rajapaksa (2004–21. November 2005, 2018, 2019–2022) (2005–2015 Präsident)
    - Premierminister Ratnasiri Wickremanayake (2000–2001, 2005–2010)
- Thailand
  - Staatsoberhaupt: König Rama IX. Bhumibol Adulyadej (1946–2016)
  - Regierungschef: Ministerpräsident Thaksin Shinawatra (2001–2006)
- Vietnam
  - Staatsoberhaupt: Präsident Trần Đức Lương (1997–2006)
  - Regierungschef: Ministerpräsident Phan Văn Khải (1997–2006)

### Vorderasien
- Armenien
  - Staatsoberhaupt: Präsident Robert Kotscharjan (1998–2008) (1992–1994 Ministerpräsident von Bergkarabach, 1994–1997 Präsident von Bergkarabach, 1997–1998 Ministerpräsident von Armenien)
  - Regierungschef: Ministerpräsident Andranik Markarjan (2000–2007)
- Aserbaidschan
  - Staatsoberhaupt: Präsident İlham Əliyev (seit 2003)
  - Regierungschef: Ministerpräsident Artur Rasizadə (1996–2003, 2003–2018)
  - Bergkarabach (international nicht anerkannt)
    - Staatsoberhaupt: Präsident Arkadi Ghukassjan (1997–2007)
    - Regierungschef: Ministerpräsident Anuschawan Danieljan (1999–2007)
- Bahrain
  - Staatsoberhaupt: König Hamad bin Isa Al Chalifa (seit 1999) (bis 2002 Emir)
  - Regierungschef: Ministerpräsident Chalifa ibn Salman Al Chalifa (1971–2020)
- Georgien
  - Staatsoberhaupt: Präsident Micheil Saakaschwili (2004–2007, 2008–2013)
  - Regierungschef:
    - Ministerpräsident Surab Schwania (2003–3. Februar 2005)
    - Ministerpräsident Surab Noghaideli (17. Februar 2005–2007)

  - Abchasien (international nicht anerkannt)
    - Staatsoberhaupt:
      - Präsident Wladislaw Ardsinba (1992–12. Februar 2005)
      - Präsident Sergei Bagapsch (12. Februar 2005–2011)

    - Regierungschef:
      - Ministerpräsident Nodar Chaschba (2004–14. Februar 2005)
      - Ministerpräsident Alexander Ankwab (14. Februar 2005–2010, seit 2020) (2011–2014 Präsident)

  - Südossetien (international nicht anerkannt)
    - Staatsoberhaupt: Präsident Eduard Kokoity (2001–2011)
    - Regierungschef:
      - Ministerpräsident Igor Sanakojew (2003–Mai 2005)
      - Ministerpräsident Surab Kokojew (Mai 2005–5. Juli 2005) (kommissarisch)
      - Ministerpräsident Juri Morosow (5. Juli 2005–2008)
- Irak
  - Staatsoberhaupt:
    - Präsident Ghazi al-Yawar (2004–7. April 2005)
    - Präsident Dschalal Talabani (7. April 2005–2014)

  - Regierungschef:
    - Ministerpräsident Iyad Allawi (2004–3. Mai 2005)
    - Ministerpräsident Ibrahim al-Dschafari (3. Mai 2005–2006)
- Iran
  - Religiöses Oberhaupt: Oberster Rechtsgelehrter Ali Chamene’i (seit 1989) (1981–1989 Ministerpräsident)
  - Regierungschef:
    - Präsident Mohammad Chatami (1997–3. August 2005)
    - Präsident Mahmud Ahmadinedschad (3. August 2005–2013)
- Israel
  - Staatsoberhaupt: Präsident Mosche Katzav (2000–2007)
  - Regierungschef: Ministerpräsident Ariel Scharon (2001–2006)
- Jemen
  - Staatsoberhaupt: Vorsitzender des Präsidialrates Ali Abdullah Salih (1990–2012) (ab 1994 Präsident) (1978–1990 Präsident des Nordjemen)
  - Regierungschef: Ministerpräsident Abd al-Qadir Badschamal (2001–2007)
- Jordanien
  - Staatsoberhaupt: König Abdullah II. (seit 1999)
  - Regierungschef:
    - Ministerpräsident Faisal al-Fayiz (2003–7. April 2005)
    - Ministerpräsident Adnan Badran (7. April 2005–27. November 2005)
    - Ministerpräsident Maruf al-Bachit (27. November 2005–2007, 2011)
- Katar
  - Staatsoberhaupt: Emir Hamad bin Chalifa Al Thani (1995–2013) (1995–1996 Ministerpräsident)
  - Regierungschef: Ministerpräsident Abdullah bin Chalifa Al Thani (1996–2007)
- Kuwait
  - Staatsoberhaupt: Emir Dschabir III. (1977–2006) (1962–1963, 1965–1978 Ministerpräsident)
  - Regierungschef: Ministerpräsident Sabah al-Ahmad al-Dschabir as-Sabah (2003–2006) (2006–2020 Emir)
- Libanon
  - Staatsoberhaupt: Präsident Émile Lahoud (1998–2007)
  - Regierungschef:
    - Ministerpräsident Omar Karami (1990–1992, 2004–19. April 2005)
    - Ministerpräsident Nadschib Miqati (19. April 2005–19. Juli 2005, 2011–2014, 2021–2025) (2022–2025 Staatsoberhaupt)
    - Ministerpräsident Fuad Siniora (19. Juli 2005–2009)
- Oman
  - Staats- und Regierungschef: Sultan Qabus ibn Said (1970–2020)
- Palästinensische Autonomiegebiete
  - Staatsoberhaupt:
    - Präsident: Rauhi Fattuh (2004–15. Januar 2005) (kommissarisch)
    - Präsident Mahmud Abbas (seit 15. Januar 2005) (2003 Ministerpräsident)

  - Regierungschef:
    - Ministerpräsident: Ahmad Qurai (2003–15. Dezember 2005, 2005–2006)
    - Außenminister: Nabil Schaath (15. Dezember 2005–24. Dezember 2005) (kommissarisch)
    - Ministerpräsident: Ahmad Qurai (2003–2005, 24. Dezember 2005–2006)
- Saudi-Arabien
  - Staats- und Regierungschef:
    - König Fahd ibn Abd al-Aziz (1982–1. August 2005)
    - König Abdullah ibn Abd al-Aziz (1. August 2005–2015)
- Syrien
  - Staatsoberhaupt: Präsident Baschar al-Assad (2000–2024)
  - Regierungschef: Ministerpräsident Muhammad Nadschi al-Utri (2003–2011)
- Türkei
  - Staatsoberhaupt: Präsident Ahmet Necdet Sezer (2000–2007)
  - Regierungschef: Ministerpräsident Recep Tayyip Erdoğan (2003–2014) (seit 2014 Präsident)
- Vereinigte Arabische Emirate
  - Präsident: Chalifa bin Zayid Al Nahyan (2004–2022) (2004–2022 Emir von Abu Dhabi)
  - Regierungschef: Ministerpräsident Maktum bin Raschid Al Maktum (1971–1979, 1990–2006) (1990–2006 Emir von Dubai)

### Zentralasien
- Afghanistan
  - Staats- und Regierungschef: Präsident Hamid Karzai (2001–2014)
- Kasachstan
  - Staatsoberhaupt: Präsident Nursultan Nasarbajew (1991–2019)
  - Regierungschef: Ministerpräsident Danial Achmetow (2003–2007)
- Kirgisistan
  - Staatsoberhaupt:
    - Präsident Askar Akajew (1991–11. April 2005) (seit 24. März 2005 de facto abgesetzt)
    - Präsident Ischenbai Kadyrbekow (24. März 2005–25. März 2005) (kommissarisch)
    - Präsident Kurmanbek Bakijew (25. März 2005–2010) (bis 14. August 2005 kommissarisch) (2000–2002, 2005 Ministerpräsident)

  - Regierungschef:
    - Ministerpräsident Nikolai Tanajew (2002–25. März 2005)
    - Ministerpräsident Kurmanbek Bakijew (2000–2002, 25. März 2005–15. August 2005) (2005–2010 Präsident)
    - Ministerpräsident Felix Kulow (15. August 2005–2007)
- Mongolei
  - Staatsoberhaupt:
    - Präsident Natsagiin Bagabandi (1997–24. Juni 2005)
    - Präsident Nambaryn Enchbajar (24. Juni 2005–2009) (2000–2004 Ministerpräsident)

  - Regierungschef: Ministerpräsident Tsachiagiin Elbegdordsch (1998, 2004–2006) (2009–2017 Präsident)
- Tadschikistan
  - Staatsoberhaupt: Präsident Emomalij Rahmon (seit 1992)
  - Regierungschef: Ministerpräsident Oqil Oqilow (1999–2013)
- Turkmenistan
  - Staats- und Regierungschef: Präsident Saparmyrat Nyýazow (1991–2006)
- Usbekistan
  - Staatsoberhaupt: Präsident Islom Karimov (1991–2016)
  - Regierungschef: Ministerpräsident Shavkat Mirziyoyev (2003–2016) (seit 2016 Präsident)

## Australien und Ozeanien
- Australien
  - Staatsoberhaupt: Königin Elisabeth II. (1952–2022)
    - Generalgouverneur: Michael Jeffery (2003–2008)

  - Regierungschef: Premierminister John Howard (1996–2007)
- Cookinseln (unabhängiger Staat in freier Assoziierung mit Neuseeland)
  - Staatsoberhaupt: Königin Elisabeth II. (1965–2022)
    - Queen’s Representative: Frederick Tutu Goodwin (2001–)

  - Regierungschef: Premierminister Jim Marurai (2004–2010)
- Fidschi
  - Staatsoberhaupt: Präsident Josefa Iloilo (2000–2006, 2007–2009)
  - Regierungschef: Ministerpräsident Laisenia Qarase (2000–2001, 2001–2006)
- Kiribati
  - Staats- und Regierungschef: Präsident Anote Tong (2003–2016)
- Marshallinseln
  - Staats- und Regierungschef: Präsident Kessai Note (2000–2008)
- Mikronesien
  - Staats- und Regierungschef: Präsident Joseph J. Urusemal (2003–2007)
- Nauru
  - Staats- und Regierungschef: Präsident Ludwig Scotty (2003, 2004–2007)
- Neuseeland
  - Staatsoberhaupt: Königin Elisabeth II. (1952–2022)
    - Generalgouverneurin: Silvia Cartwright (2001–2006)

  - Regierungschef: Premierministerin Helen Clark (1999–2008)
- Niue (unabhängiger Staat in freier Assoziierung mit Neuseeland)
  - Staatsoberhaupt: Königin Elisabeth II. (1974–2022)
    - Queen’s Representative: Generalgouverneur von Neuseeland

  - Regierungschef: Premierminister Young Vivian (1992–1993, 2002–2008)
- Palau
  - Staats- und Regierungschef: Präsident Tommy Remengesau (2001–2009, 2013–2021)
- Papua-Neuguinea
  - Staatsoberhaupt: Königin Elisabeth II. (1975–2022)
    - Generalgouverneur: Paulias Matane (2004–2010)

  - Regierungschef: Ministerpräsident Michael Somare (1975–1980, 1982–1985, 2002–2011)
- Salomonen
  - Staatsoberhaupt: Königin Elisabeth II. (1978–2022)
    - Generalgouverneur: Nathaniel Waena (2004–2009)

  - Regierungschef: Premierminister Allan Kemakeza (2001–2006)
- Samoa
  - Staatsoberhaupt: O le Ao o le Malo Tanumafili II. (1962–2007)
  - Regierungschef: Premierminister Sailele Tuilaʻepa Malielegaoi (1998–2021)
- Tonga
  - Staatsoberhaupt: König Taufaʻahau Tupou IV. (1970–2006)
  - Regierungschef: Premierminister Ulukalala Lavaka Ata (2000–2006) (seit 2012 König)
- Tuvalu
  - Staatsoberhaupt: Königin Elisabeth II. (1978–2022)
    - Generalgouverneur:
      - Faimalaga Luka (2003–15. April 2005)
      - Filoimea Telito (15. April 2005–2010)

  - Regierungschef: Ministerpräsident Maatia Toafa (2004–2006, 2010)
- Vanuatu
  - Staatsoberhaupt: Präsident Kalkot Mataskelekele (2004–2009)
  - Regierungschef: Ministerpräsident Ham Lini (2004–2008)

## Europa
- Albanien
  - Staatsoberhaupt: Präsident Alfred Moisiu (2002–2007)
  - Regierungschef:
    - Ministerpräsident Fatos Nano (1991, 1997–1998, 2002–11. September 2005)
    - Ministerpräsident Sali Berisha (11. September 2005–2013) (1992–1997 Präsident)
- Andorra
  - Co-Fürsten:
    - Staatspräsident von Frankreich Jacques Chirac (1995–2007)
      - Persönlicher Repräsentant: Philippe Massoni (2002–2007)

    - Bischof von Urgell Joan Enric Vives i Sicília (2003–2025)
      - Persönlicher Repräsentant: Nemesi Marquès i Oste (1993–2010)

  - Regierungschef:
    - Regierungspräsident Marc Forné Molné (1994–27. Mai 2005)
    - Regierungspräsident Albert Pintat Santolària (27. Mai 2005–2009)
- Belarus
  - Staatsoberhaupt: Präsident Aljaksandr Lukaschenka (seit 1994)
  - Regierungschef: Ministerpräsident Sjarhej Sidorski (2003–2010)
- Belgien
  - Staatsoberhaupt: König Albert II. (1993–2013)
  - Regierungschef: Ministerpräsident Guy Verhofstadt (1999–2008)
- Bosnien und Herzegowina
  - Hoher Repräsentant für Bosnien und Herzegowina: Paddy Ashdown (2002–2006)
  - Staatsoberhaupt:
    - Vorsitzender des Staatspräsidiums Borislav Paravac (2003, 2004–28. Juni 2005)
    - Vorsitzender des Staatspräsidiums Ivo Miro Jović (28. Juni 2005–2006)

  - Staatspräsidium:
    - Bosniaken: Sulejman Tihić (2002–2006)
    - Kroaten:
      - Dragan Čović (2002–9. Mai 2005, 2014–2018)
      - Ivo Miro Jović (9. Mai 2005–2006)

    - Serben: Borislav Paravac (2003–2006)

  - Regierungschef: Ministerpräsident Adnan Terzić (2002–2007)
- Bulgarien
  - Staatsoberhaupt: Präsident Georgi Parwanow (2002–2012)
  - Regierungschef:
    - Ministerpräsident Simeon Sakskoburggotski (2001–16. August 2005) (1943–1946 König)
    - Ministerpräsident Sergei Stanischew (16. August 2005–2009)
- Dänemark
  - Staatsoberhaupt: Königin Margrethe II. (1972–2024)
  - Regierungschef: Ministerpräsident Anders Fogh Rasmussen (2001–2009)
  - Färöer (politisch selbstverwalteter und autonomer Bestandteil des Königreichs Dänemark)
    - Vertreter der dänischen Regierung:
      - Reichsombudsfrau Birgit Kleis (2001–1. August 2005)
      - Reichsombudmann Søren Christensen (1. August 2005–2008)

    - Regierungschef: Ministerpräsident Jóannes Eidesgaard (2004–2008)

  - Grönland (politisch selbstverwalteter und autonomer Bestandteil des Königreichs Dänemark)
    - Vertreter der dänischen Regierung:
      - Reichsombudsmann Peter Lauritzen (2002–31. März 2005)
      - Reichsombudsmann Søren Hald Møller (1. April 2005–2011)

    - Regierungschef: Ministerpräsident Hans Enoksen (2002–2009)
- Deutschland
  - Staatsoberhaupt: Bundespräsident Horst Köhler (2004–2010)
  - Regierungschef:
    - Bundeskanzler Gerhard Schröder (1998–22. November 2005)
    - Bundeskanzlerin Angela Merkel (22. November 2005–2021)
- Estland
  - Staatsoberhaupt: Präsident Arnold Rüütel (1991–1992, 2001–2006)
  - Regierungschef:
    - Ministerpräsident Juhan Parts (2003–13. April 2005)
    - Ministerpräsident Andrus Ansip (13. April 2005–2014)
- Finnland
  - Staatsoberhaupt: Präsidentin Tarja Halonen (2000–2012)
  - Regierungschef: Ministerpräsident Matti Vanhanen (2003–2010)
- Frankreich
  - Staatsoberhaupt: Präsident Jacques Chirac (1995–2007) (1974–1976, 1986–1988 Premierminister)
  - Regierungschef:
    - Premierminister Jean-Pierre Raffarin (2002–31. Mai 2005)
    - Premierminister Dominique de Villepin (31. Mai 2005–2007)
- Griechenland
  - Staatsoberhaupt:
    - Präsident Konstantinos Stefanopoulos (1995–12. März 2005)
    - Präsident Karolos Papoulias (12. März 2005–2015)

  - Regierungschef: Ministerpräsident Kostas Karamanlis (2004–2009)
- Irland
  - Staatsoberhaupt: Präsidentin Mary McAleese (1997–2011)
  - Regierungschef: Taoiseach Bertie Ahern (1997–2008)
- Island
  - Staatsoberhaupt: Präsident Ólafur Ragnar Grímsson (1996–2016)
  - Regierungschef: Ministerpräsident Halldór Ásgrímsson (2004–2006)
- Italien
  - Staatsoberhaupt: Präsident Carlo Azeglio Ciampi (1999–2006) (1993–1994 Ministerpräsident)
  - Regierungschef: Ministerpräsident Silvio Berlusconi (1994–1995, 2001–2006, 2008–2011)
- Kanalinseln[1]
  - Guernsey
    - Staatsoberhaupt: Herzogin Elisabeth II. (1952–2022)
      - Vizegouverneur:
        - John Paul Foley (2000–28. September 2005)
        - Fabian Malbon (18. Oktober 2005–2011)

    - Regierungschef: Chief Minister Laurie Morgan (2004–2007)

  - Jersey
    - Staatsoberhaupt: Herzogin Elisabeth II. (1952–2022)
      - Vizegouverneur: John Cheshire (2001–2006)

    - Regierungschef: Chief Minister Frank Walker (8. Dezember 2005–2008)
- Kroatien
  - Staatsoberhaupt: Präsident Stjepan Mesić (2000–2010)
  - Regierungschef: Regierungspräsident Ivo Sanader (2003–2009)
- Lettland
  - Staatsoberhaupt: Präsidentin Vaira Vīķe-Freiberga (1999–2007)
  - Regierungschef: Ministerpräsident Aigars Kalvītis (2004–2007)
- Liechtenstein
  - Staatsoberhaupt: Fürst Hans-Adam II. (seit 1989)
    - Regent: Erbprinz Alois (seit 2004)

  - Regierungschef: Otmar Hasler (2001–2009)
- Litauen
  - Staatsoberhaupt: Präsident Valdas Adamkus (1998–2003, 2004–2009)
  - Regierungschef: Ministerpräsident Algirdas Brazauskas (2001–2006) (1992–1998 Präsident)
- Luxemburg
  - Staatsoberhaupt: Großherzog Henri (seit 2000)
  - Regierungschef: Ministerpräsident Jean-Claude Juncker (1995–2013)
- Malta
  - Staatsoberhaupt: Präsident Edward Fenech Adami (2004–2009) (1987–1996, 1998–2004 Präsident)
  - Regierungschef: Premierminister Lawrence Gonzi (2004–2013)
- Isle of Man[1]
  - Staatsoberhaupt: Lord of Mann Elisabeth II. (1952–2022)
    - Vizegouverneur:
      - Ian David Macfadyen (2000–27. September 2005)
      - Paul Haddacks (17. Oktober 2005–2011)

  - Regierungschef: Premierminister Donald Gelling (1996–2001, 2004–2006)
- Mazedonien
  - Staatsoberhaupt: Präsident Branko Crvenkovski (2004–2009) (1992–1998, 2002–2004 Ministerpräsident)
  - Regierungschef: Ministerpräsident Vlado Bučkovski (2004–2006)
- Moldau
  - Staatsoberhaupt: Präsident Vladimir Voronin (2001–2009)
  - Regierungschef: Ministerpräsident Vasile Tarlev (2001–2008)
  - Transnistrien (international nicht anerkannt)
    - Präsident: Igor Smirnow (1991–2011)
- Monaco
  - Staatsoberhaupt:
    - Fürst: Rainier III. (1949–6. April 2005)
    - Fürst Albert II. (seit 6. April 2005) (31. März–6. April Regent)

  - Regierungschef:
    - Staatsminister Patrick Leclercq (2000–1. Juni 2005)
    - Staatsminister Jean-Paul Proust (1. Juni 2005–2010)
- Niederlande
  - Staatsoberhaupt: Königin Beatrix (1980–2013)
  - Regierungschef: Ministerpräsident Jan Peter Balkenende (2002–2010)
  - Niederländische Antillen (Land des Königreichs der Niederlande)
    - Vertreter der niederländischen Regierung: Gouverneur Frits Goedgedrag (2002–2010)
    - Regierungschef: Ministerpräsident Etienne Ys (2004–2006)
- Norwegen
  - Staatsoberhaupt: König Harald V. (seit 1991)
  - Regierungschef:
    - Ministerpräsident Kjell Magne Bondevik (1997–2000, 2001–17. Oktober 2005)
    - Ministerpräsident Jens Stoltenberg (2000–2001, 17. Oktober 2005–2013)
- Österreich
  - Staatsoberhaupt: Bundespräsident Heinz Fischer (2004–2016)
  - Regierungschef: Bundeskanzler Wolfgang Schüssel (2000–2007)
- Polen
  - Staatsoberhaupt:
    - Präsident Aleksander Kwaśniewski (1995–23. Dezember 2005)
    - Präsident Lech Kaczyński (23. Dezember 2005–2010)

  - Regierungschef:
    - Ministerpräsident Marek Belka (2004–31. Oktober 2005)
    - Ministerpräsident Kazimierz Marcinkiewicz (31. Oktober 2005–2006)
- Portugal
  - Staatsoberhaupt: Präsident Jorge Sampaio (1996–2006)
  - Regierungschef:
    - Ministerpräsident Pedro Santana Lopes (2004–12. März 2005)
    - Ministerpräsident José Sócrates (12. März 2005–2011)
- Rumänien
  - Staatsoberhaupt: Präsident Traian Băsescu (2004–2014)
  - Regierungschef: Ministerpräsident Călin Popescu-Tăriceanu (2004–2008)
- Russland
  - Staatsoberhaupt: Präsident Wladimir Putin (1999–2008, seit 2012) (1999–2000, 2008–2012 Ministerpräsident)
  - Regierungschef: Ministerpräsident Michail Fradkow (2004–2007)
- San Marino
  - Staatsoberhaupt: Capitani Reggenti
    - Giuseppe Arzilli (1986–1987, 1999–2000, 1. Oktober 2004–1. April 2005) und Roberto Raschi (1. Oktober 2004–1. April 2005)
    - Fausta Simona Morganti (1. April 2005–1. Oktober 2005) und Cesare Antonio Gasperoni (1990–1991, 1. April 2005–1. Oktober 2005)
    - Claudio Muccioli (1. Oktober 2005–1. April 2006) und Antonello Bacciocchi (1999, 1. Oktober 2005–1. April 2006)

  - Regierungschef: Außenminister Fabio Berardi (2003–2006)
- Schweden
  - Staatsoberhaupt: König Carl XVI. Gustaf (seit 1973)
  - Regierungschef: Ministerpräsident Göran Persson (1996–2006)
- Schweiz[2]
  - Bundespräsident Samuel Schmid (1. Januar 2005–31. Dezember 2005)
  - Bundesrat:
    - Moritz Leuenberger (1995–2010)
    - Pascal Couchepin (1998–2009)
    - Joseph Deiss (1999–2006)
    - Samuel Schmid (2001–2008)
    - Micheline Calmy-Rey (2003–2011)
    - Christoph Blocher (2004–2007)
    - Hans-Rudolf Merz (2004–2010)
- Serbien und Montenegro
  - Staats- und Regierungschef: Präsident und Ministerpräsident Svetozar Marović (2003–2006)
  - Serbien
    - Präsident: Boris Tadić (2004–2012)
    - Ministerpräsident: Vojislav Koštunica (2004–2008) (2000–2003 Präsident Jugoslawiens)

  - Montenegro
    - Präsident: Filip Vujanović (2002–2003, 2003–2018) (1998–2003 Ministerpräsident)
    - Ministerpräsident: Milo Đukanović (1991–1998, 2003–2006, 2008–2010, 2012–2016) (1998–2002, 2018–2023 Präsident)
- Slowakei
  - Staatsoberhaupt: Präsident Ivan Gašparovič (2004–2014)
  - Regierungschef: Ministerpräsident Mikuláš Dzurinda (1998–2006)
- Slowenien
  - Staatsoberhaupt: Präsident Janez Drnovšek (2002–2007) (1992–2000, 2000–2002 Präsident)
  - Regierungschef: Ministerpräsident Janez Janša (2004–2008, 2012–2013, 2020–2022)
- Spanien
  - Staatsoberhaupt: König Juan Carlos I. (1975–2014)
  - Regierungschef: Ministerpräsident José Luis Rodríguez Zapatero (2004–2011)
- Tschechien
  - Staatsoberhaupt: Präsident Václav Klaus (1993, 2003–2013) (1993–1997 Ministerpräsident)
  - Regierungschef:
    - Ministerpräsident Stanislav Gross (2004–25. April 2005)
    - Ministerpräsident Jiří Paroubek (25. April 2005–2006)
- Ukraine
  - Staatsoberhaupt:
    - Präsident Leonid Kutschma (1994–23. Januar 2005) (1992–1993 Ministerpräsident)
    - Präsident Wiktor Juschtschenko (23. Januar 2005–2010) (1999–2001 Ministerpräsident)

  - Regierungschef:
    - Ministerpräsident Wiktor Janukowytsch (2002–5. Januar 2005, 2006–2007) (2010–2014 Präsident)
    - Ministerpräsident Mykola Asarow (5. Januar 2005–24. Januar 2005) (kommissarisch)
    - Ministerpräsidentin Julija Tymoschenko (24. Januar 2005–8. September 2005, 2007–2010)
    - Ministerpräsident Jurij Jechanurow (8. September 2005–2006)
- Ungarn
  - Staatsoberhaupt:
    - Präsident Ferenc Mádl (2000–5. August 2005)
    - Präsident László Sólyom (5. August 2005–2010)

  - Regierungschef: Ministerpräsident Ferenc Gyurcsány (2004–2009)
- Vatikanstadt
  - Staatsoberhaupt:
    - Papst Johannes Paul II. (1978–2. April 2005)
    - Kardinalskollegium (2. April 2005–19. April 2005)
    - Papst Benedikt XVI. (19. April 2005–2013)

  - Regierungschef: Präsident des Governatorats Edmund Casimir Szoka (1997–2006)
- Vereinigtes Königreich
  - Staatsoberhaupt: Königin Elisabeth II. (1952–2022) (gekrönt 1953)
  - Regierungschef: Premierminister Tony Blair (1997–2007)
- Republik Zypern
  - Staats- und Regierungschef: Präsident Tassos Papadopoulos (2003–2008)
  - Nordzypern (international nicht anerkannt)
    - Staatsoberhaupt:
      - Präsident Rauf Denktaş (1983–24. April 2005)
      - Präsident Mehmet Ali Talât (24. Apr 2005–2010) (2004–2005 Ministerpräsident)

    - Regierungschef:
      - Ministerpräsident Mehmet Ali Talât (2004–26. April 2005) (2005–2010 Präsident)
      - Ministerpräsident Ferdi Sabit Soyer (26. Apr 2005–2009)